# Circuito de las Ardenas (autódromo)

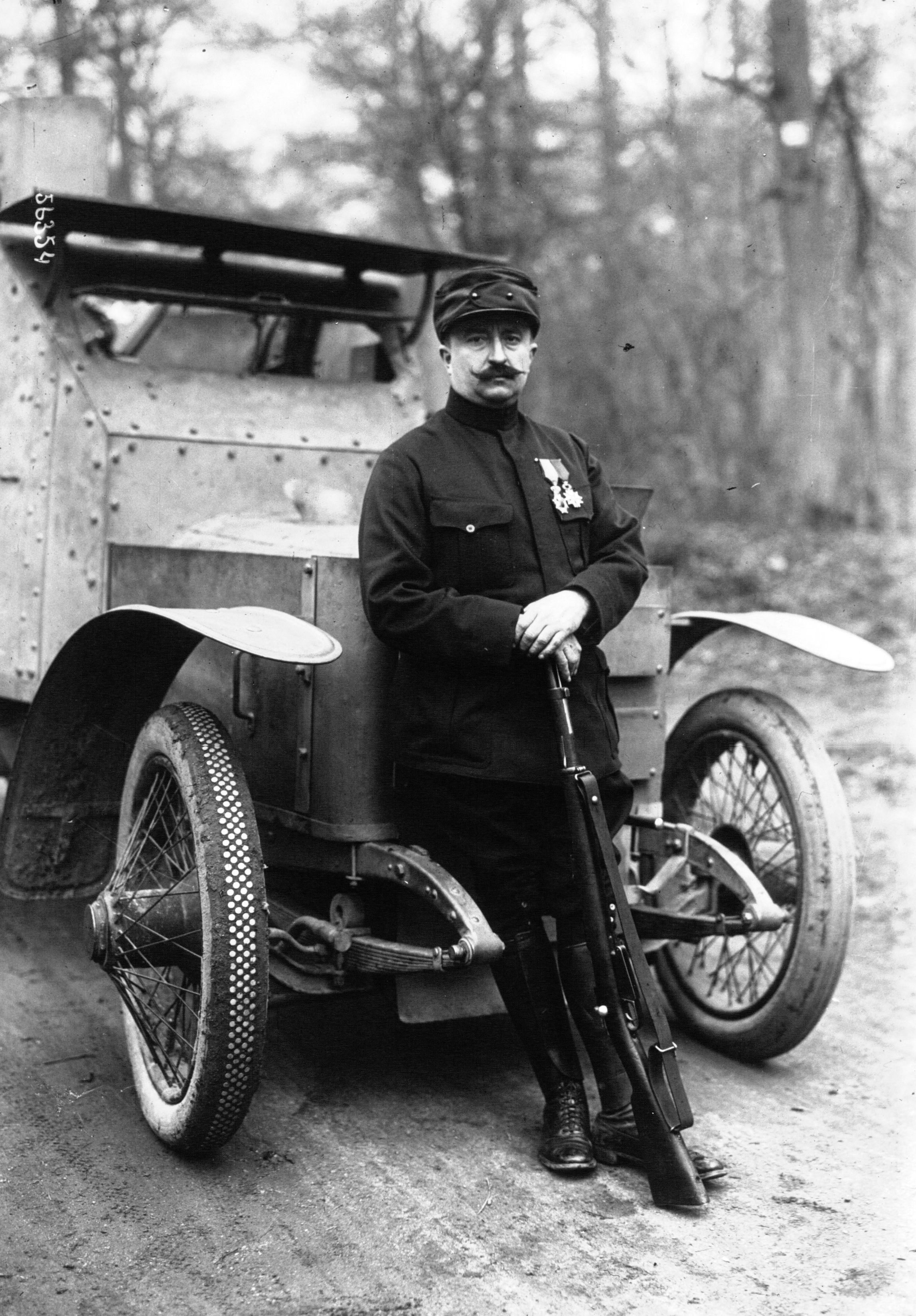
El barón Pierre de Crawhez, iniciador del Circuito, y vencedor de la segunda edición. Foto de 1915

El Circuito de las Ardenas (nombre original en francés: Circuit des Ardennes) era una carrera de coches organizada anualmente en el autódromo de Bastoña. Se disputó entre 1902 y 1907. Fue la primera carrera importante en correrse sobre un recorrido cerrado, en vez de entre dos ciudades. El nombre se utilizó posteriormente para un rally que formaba parte de los campeonatos nacionales holandés y belga.

## Historia
El evento fue organizado por el Real Automóvil Club de Bélgica, por iniciativa de su presidente Pierre de Crawhez, uno de los tres barones pilotos en 1897.
La primera edición tuvo lugar el jueves 31 de julio de 1902. Los participantes se dividieron en cinco categorías, según el tipo de vehículo: automóviles pesados, automóviles ligeros, voiturettes, ciclomotores y motocicletas. La ruta conectaba las localidades de Bastoña, Longlier, Hamipré y Habay-la-Neuve y luego regresaba a Bastoña, formando un bucle de unos 85 km, que debía ser recorrido seis veces por los automóviles y dos veces por las motocicletas. El barón Crawhez fue el primero en tomar la salida, seguido por otros cincuenta y cinco competidores que salieron uno tras otro cada minuto. Contrariamente a lo que podría temerse, la carrera produjo pocos accidentes, siendo el más grave el sufrido por Jenatzy tras un reventón, que milagrosamente se saldó con tan solo algunas abrasiones. Treinta y tres conductores lograron completar la carrera. El ganador, en la categoría "coches pesados", fue el británico Jarrott, que a bordo de su Panhard & Levassor, terminó la prueba (512 km en total) en 5 horas. 53 minutos y 39 segundos, con una media de 86,7 km/h. Rigolly ganó la categoría de "coches ligeros" al volante de un Gobron-Brillié.
La segunda edición tuvo lugar el lunes 22 de junio de 1903. La interrupción forzada de la desastrosa carrera París-Madrid, un mes antes, hizo aumentar el interés en el circuito, cuya ruta era idéntica a la de la primera edición.

## Ganadores

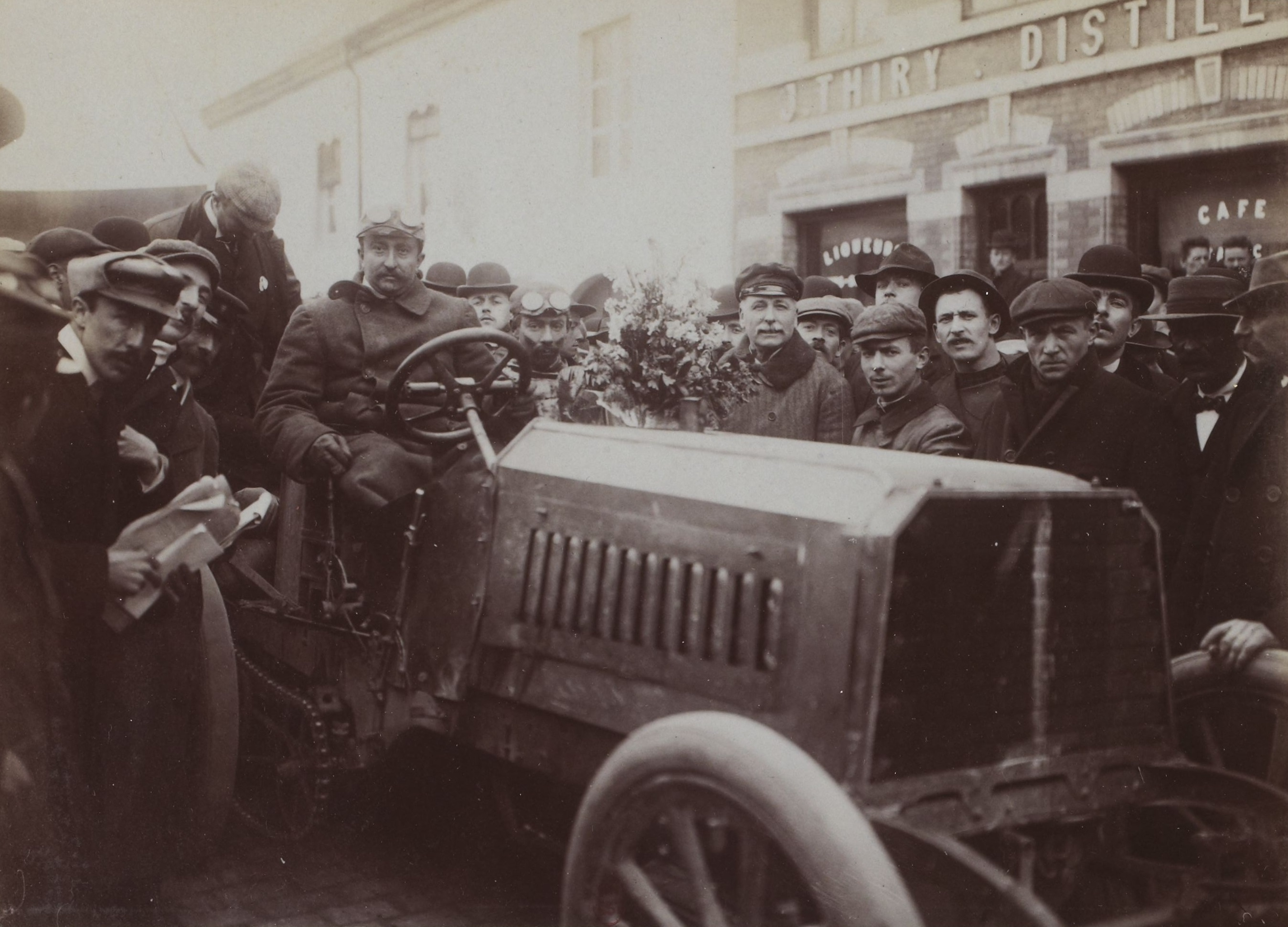
Pierre de Crawhez, vencedor en el Circuito de las Ardenas en junio de 1903

| Año  | Fórmula     | Conductor           | Constructor     | Ubicación |
| ---- | ----------- | ------------------- | --------------- | --------- |
| 1902 | Gran Premio | Charles Jarrott     | Panhard 70      | Bastoña   |
| 1903 | Gran Premio | Pierre de Crawhez   | Panhard 70      | Bastoña   |
| 1904 | Gran Premio | George Heath        | Panhard 70      | Bastoña   |
| 1905 | Gran Premio | Victor Hémery       | Darracq         | Bastoña   |
| 1906 | Gran Premio | Arthur Duray        | Lorena-Dietrich | Bastoña   |
| 1907 | Gran Premio | Pierre de Provee    | Mercedes-Benz   | Bastoña   |
| 1907 | Kaiserpreis | John Moore-Brabazon | Minerva         | Bastoña   |

## Imágenes
|  |  |  |

|  |  |  |